# Dasyomphale chilensis
Dasyomphale chilensis är en stekelart som beskrevs av Lasalle och Schauff 1994. Dasyomphale chilensis ingår i släktet Dasyomphale och familjen finglanssteklar. Inga underarter finns listade i Catalogue of Life.